# فرنسيس جوزيف شينك
فرنسيس جوزيف شينك (بالإنجليزية: Francis Joseph Schenk)‏ هو كاهن كاثوليكي أمريكي، ولد في 1 أبريل 1901 في سوبريور في الولايات المتحدة، وتوفي في 28 أكتوبر 1969.